# Sichów Duży
Sichów Duży – wieś w Polsce położona w województwie świętokrzyskim, w powiecie staszowskim, w gminie Rytwiany.
W latach 1975–1998 miejscowość administracyjnie należała do województwa tarnobrzeskiego.

## Dawne części wsi – obiekty fizjograficzne
W latach 70. XX wieku przyporządkowano i opracowano spis lokalnych części integralnych dla Sichowa Dużego zawarty w tabeli 1.

| Nazwa wsi – miasta     | Nazwy części wsi – miasta | Nazwy obiektów fizjograficznych – charakter obiektu |
| ---------------------- | ------------------------- | --- |
| I. Gromada SICHÓW DUŻY |                           | |
| 1. Sichów Duży         | 1. Dwór 2. Pałac          | 1. Błonie — pole, pastwisko 2. Hektar — pole 3. Kamyk — pole 4. Laski — łąka 5. Lipki — pole 6. Pałączki — łąka 7. Pod Lasem — pole 8. Pod Pawelcem — pole 9. Pod Tuklęczą — pole 10. Przerwa — łąka 11. Stawek — pole 12. Winnica — pole, wzniesienie 13. Za Ogrodem — pole 14. Zagumnie — pole |

## Zabytki
Zespół dworski został wpisany do rejestru zabytków nieruchomych województwa świętokrzyskiego w 1957 r. (park) i 1986 r. (zabudowania wraz z parkiem, dec. A-871/1-7 z 27.05.1986). W skład zespołu  wchodzą:
- dwór,
- stajnia, obecnie pensjonat,
- wozownia, obecnie pensjonat (oranżeria),
- rządcówka I i II,
- dom ogrodnika,
- park z 1 i 2 połowy XIX w.